# Oxydesmus flabellatus
Oxydesmus flabellatus är en mångfotingart som beskrevs av Cook 1895. Oxydesmus flabellatus ingår i släktet Oxydesmus och familjen Oxydesmidae. Inga underarter finns listade i Catalogue of Life.